# Mona Seilitz
Mona Elisabet Seilitz, född Alexandersson den 16 januari 1943 i Malmö, död 2 april 2008 i Malmö, var en svensk skådespelare, konstnär och programledare.

## Biografi
Mona Seilitz föddes och växte upp i Malmö, där hon som barn började sin bana på Teater 23, innan hon flyttade till Norrköping för att studera vid teaterlinjen på Marieborgs folkhögskola. Hon fortsatte sina studier vid elevskolan vid Stadsteatern Norrköping–Linköping 1962–1965.

### Teater
Efter skolan spelade hon bland annat på Folkan i Stockholm med revymannen Kar de Mumma med flera. Särskilt på teaterscenen kom hennes skådespelartalang till sin rätt, inte minst inom det komiska genrespråket. Hon vidareutbildade sig inom sång i Malmö och turnerade på 1970-talet med pjäsen Kaktusblomman med Riksteatern, spelade bland annat på Intiman och tv-teater vid Sveriges Television i Göteborg. År 1977 gifte Seilitz sig med musikern Bill Öhrström.
Seilitz spelade under 1980-talet ofta rollen som sexig blondin i flera olika farser på privatteatrarna i Stockholm, exempelvis i Kuta och kör på Folkan. Ytterligare två exempel på hennes komiska förmåga kunde ses i Är du inte riktigt fisk? på Chinateatern 1986–1987 och Omaka par Maximteatern 1988–1990. Hon gjorde "dum blondin"-roller med skärpa, kvickhet och en smula ironi. Utan att själv önska sig detta blev hon "riksvamp" med hela svenska folket.[källa behövs] Hon hade dock en mycket uppskattad personlighet som kom till sin fulla rätt i komedier och farser på teaterscenen. Hon lyckades förena sex appeal med en förmåga att verkligen "sätta" en komisk replik, så att publiken tjöt av skratt. Vissa jämförde henne med forna komedienner som Tollie Zellman och Mae West.
År 1993 engagerade Hagge Geigert henne för rollen som den sarkastiska översköterskan i Panik på kliniken på Lisebergsteatern. Hon turnerade i folkparkerna med Alfons Åberg och trollkarlen 1997 och spelade Prussiluskan i Pippi Långstrump på Göta Lejon 2002. 2003/2004 medverkade hon i komedin "Bubbel-trubbel" på Maximteatern i Stockholm. En recensent skrev att: när Mona Seilitz kliver in på scenen märks det att alla andra i ensemblen saknar den självklara förmågan och talangen att spela komedi.

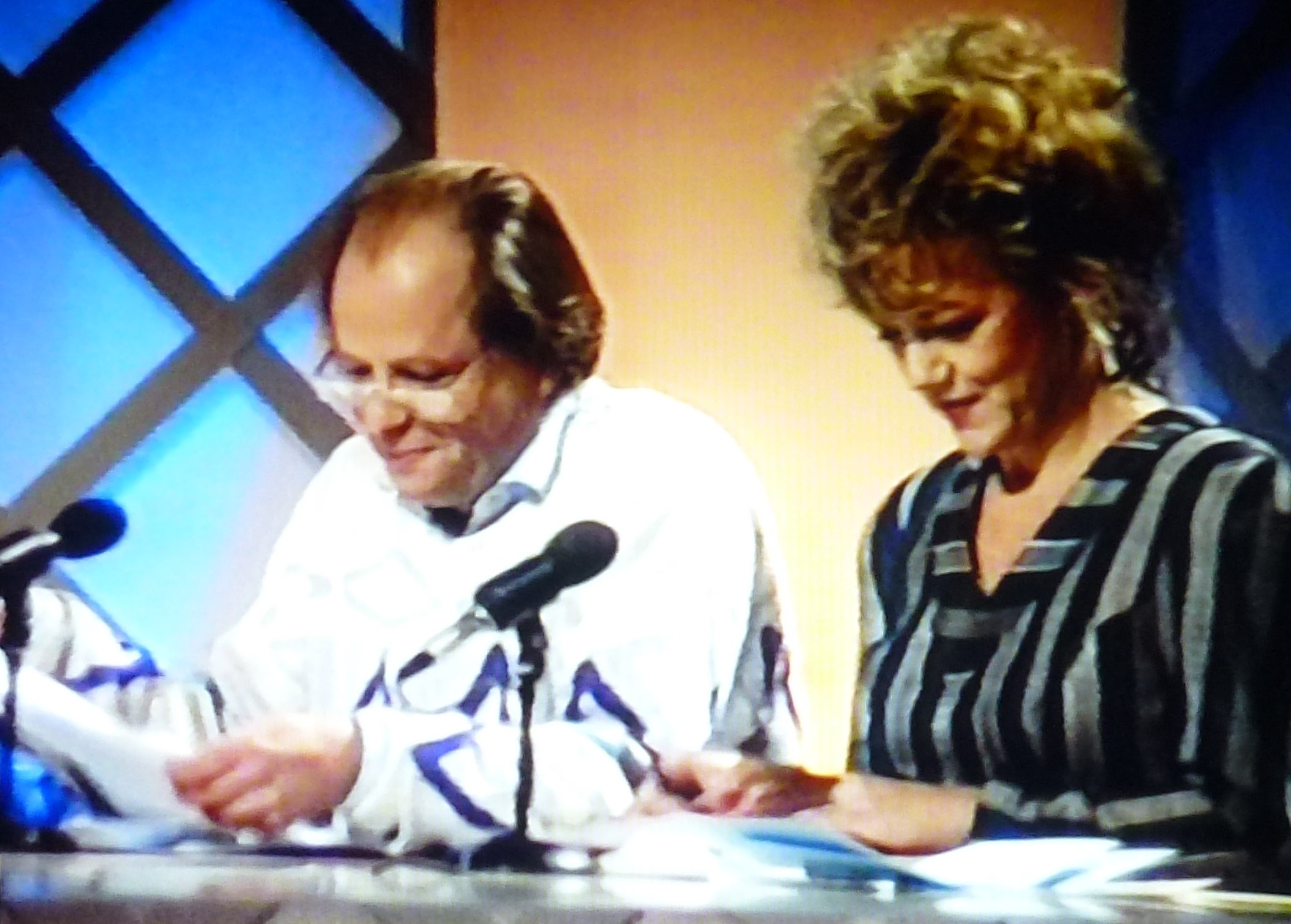
Helge Skoog och Seilitz i Babbel 1986.

### Film och TV
Sin filmdebut gjorde hon i Sverker Hällens kortfilm Mannen med den vita ballongen (1965) och som lik i Ingmar Bergmans Vargtimmen (1967). Sin första stora filmroll fick hon som servitris tillsammans med Thommy Berggren i Roy Anderssons Giliap (1975). För svenska folket blev hon välkänd genom TV-serien Sinkadus (1980). Hon medverkade också bland annat i dramaserien Babels hus, Korset, Lars Molins Saxofonhallicken, julkalendern Julpussar och stjärnsmällar, såpan Vita lögner och komediserien Hem till Midgård. På film har publiken också kunnat se henne i bland annat Göta kanal, Jönssonligan & Dynamit-Harry, Gräsänklingar och Stockholm Marathon.
Under hösten 2006 och våren 2007 var Seilitz programledare för SVT:s direktsända lördagsunderhållning Bingo Royale som sändes från krogen Bacchi Wapen i Gamla Stan i Stockholm. Programmet drog emellertid inte några större tittarskaror.[källa behövs]

### Konst  och design
Mona Seilitz ägnade mycket tid åt måleri och visade upp sina verk vid ett flertal utställningar. På senare år kom hon även att ägna sig åt modedesign.[källa behövs]

### Privatliv
Seilitz hade fem syskon och var gift tre gånger. Hon hade inga barn men en fadderdotter på ett barnhem i Ryssland. Hon bodde i många år i Gamla stan i Stockholm, men återvände de sista åren av sitt liv till barndomsstaden Malmö. Hon led de sista åren av hjärtbesvär och dog den 2 april 2008 av bröstcancer på Malmö Hospice. Hon begravdes den 26 april 2008 i Sankt Petri kyrka i Malmö.

## Filmografi i urval
- 1967 – Vargtimmen (statistroll)
- 1968 – Fanny Hill
- 1970 – Lyckliga skitar
- 1973 – Bröd för dagen (TV-serie)
- 1975 – Giliap
- 1976 – Mina drömmars stad
- 1976 – Drömmen om Amerika: En film om Hjert och Tector
- 1976 – A.P. Rosell, bankdirektör (TV-serie)
- 1977 – Fia i folkhemmet
- 1978 – Anna och gänget (TV-serie)
- 1979 – Kristoffers hus
- 1979 – Katitzi (TV-serie)
- 1980 – Sinkadus (TV-serie)
- 1981 – Det stora barnkalaset
- 1981 – Göta kanal
- 1981 – Olsson per sekund eller Det finns ingen anledning till oro
- 1981 – Operation Leo
- 1981 – Snacka går ju...
- 1981 – Babels hus (TV-serie)
- 1982 – Gräsänklingar
- 1982 – Jönssonligan & Dynamit-Harry
- 1985 – Korset (TV-serie)
- 1986 – Saxofonhallicken
- 1986 – Julpussar och stjärnsmällar (TV-serie)
- 1988 – Clark Kent (TV-serie)
- 1989 – Vildanden (TV-teater)
- 1989 – Miraklet i Valby
- 1990 – Hjälten
- 1994 – Stockholm Marathon
- 1995 – Pongo och de 101 dalmatinerna (Röst till Cruella de Vil i omdubb)
- 1996 – Lilla Jönssonligan och cornflakeskuppen
- 1997 – 101 dalmatiner (röst)
- 1999 – Pettson och Findus – Katten och gubbens år (röst)
- 2000 – Hotel Seger (TV-serie)
- 2000 – Pettson och Findus – Kattonauten (röst)
- 2001 – Vita lögner (TV-serie)
- 2003 – Belinder auktioner (TV-serie)
- 2005 – Pettson och Findus – Tomtemaskinen (röst)
- 2006 – Tjocktjuven
- 2007 – Bror och syster (TV-serie)
- 2009 – Pettson och Findus – Glömligheter (röst)

## Teater

### Roller (ej komplett)
| År   | Roll               | Produktion                                            | Regi             | Teater                           |
| ---- | ------------------ | ----------------------------------------------------- | ---------------- | -------------------------------- |
| 1964 |                    | Grop åt andra Pierre-Aristide Bréal                   | Lars Barringer   | Norrköping-Linköping stadsteater |
| 1969 |                    | En gång till, Sam! Woody Allen                        | Stig Olin        | Intiman                          |
| 1983 |                    | Kuta och kör                                          |                  | Folkan                           |
| 1986 |                    | Är du inte riktigt fisk?                              |                  | Chinateatern                     |
| 1987 |                    | Kuta och kör                                          |                  | Folkan                           |
| 1987 | Felicia            | Omaka par Neil Simon                                  | Lars Amble       | Maximteatern                     |
| 1989 |                    | Happy End Brian Cooke och Johnnie Mortimer            | Lars Amble       | Maximteatern                     |
| 1992 |                    | Ryck mig i slipsen Staffan Götestam och Sture Nilsson | Staffan Götestam | Göta Lejon                       |
| 1993 |                    | Paniken på kliniken                                   |                  | Lisebergsteatern                 |
| 1997 |                    | Söt, degig och kletig                                 |                  | Turné                            |
| 2001 | Elaka häxan Västan | Trollkarlen från Oz                                   | Staffan Götestam | Göta Lejon                       |
| 2002 | Fru Prüzelius      | Pippi Långstrump Astrid Lindgren                      | Staffan Götestam | Göta Lejon                       |

## Diskografi
- Androgyn (LP på CBS med egna texter 1985)

## Eftermäle och utmärkelser
År 1977 erhöll Seilitz Svenska Filmakademins Kurt Linders stipendium. 1987 fick hon Guldmasken för "Bästa kvinnliga huvudroll" för sin insats i Är du inte riktigt fisk?. År 2002 fick Mona Seilitz ännu en Guldmask för sin roll i Trollkarlen från Oz på Göta Lejon.
Skånetrafiken uppkallade 2019 ett pågatåg efter Seilitz.